# Paulogramma isaura
Paulogramma isaura är en fjärilsart som beskrevs av Jose Francisco Zikán 1937. Paulogramma isaura ingår i släktet Paulogramma och familjen praktfjärilar. Inga underarter finns listade i Catalogue of Life.